# Campeonato de Italia de waterpolo femenino
El Campeonato de Italia de waterpolo femenino es un conjunto de torneos de waterpolo en Italia. Es gestionado y organizado por la Federazione Italiana Nuoto (Federación Italiana Natación).

## Divisiones
La liga nacional completa está formada por 3 divisiones.

### Serie A1
La Serie A1 es la máxima categoría del campeonato italiano. En el torneo compiten 12 equipos reunidos en un único grupo. Al término de la primera fase de la competición, llamada regular season, los primeros 8 clasificados participan en la fase de los play-off, formada por los cuartos de final, semifinales y final; el último y el penúltimo bajan directamente a la Serie A2.

### Serie A2
La Serie A2 es la segunda categoría. En el torneo compiten 24 equipos divididos en dos grupos de 12 (Grupo Norte y Grupo Sur). Al término de la primera fase de la competición, los primeros 4 clasificados de cada grupo participan en la fase de los play-off, formada por los cuartos de final, semifinales y final. El décimo y el onceno de cada grupo juegan los play-out, mientras que el último baja directamente a la Serie B.

### Serie B
La Serie B es la tercera categoría. En el torneo compite un número variable de equipos, ya que la participación se permite a todas las entidades de waterpolo. Los equipos se dividen en grupos regionales compuestos por al menos 4 equipos; si no se alcanza el número mínimo, la sección de waterpolo de la Federazione Italiana Nuoto y los Comités Regionales conciertan la organización de grupos interregionales. Al término de la temporada, 4 equipos ascienden a la Serie A2.

### Estructura de las divisiones
| Nivel | División                                                                    | División                                                                    | División                                                                    | División                                                                    | División                                                                    | División                                                                    | División                                                                    | División                                                                    | División                                                                    | División                                                                    | División                                                                    | División                                                                    |
| ----- | --------------------------------------------------------------------------- | --------------------------------------------------------------------------- | --------------------------------------------------------------------------- | --------------------------------------------------------------------------- | --------------------------------------------------------------------------- | --------------------------------------------------------------------------- | --------------------------------------------------------------------------- | --------------------------------------------------------------------------- | --------------------------------------------------------------------------- | --------------------------------------------------------------------------- | --------------------------------------------------------------------------- | --------------------------------------------------------------------------- |
| 1     | Serie A1 12 equipos                                                         | Serie A1 12 equipos                                                         | Serie A1 12 equipos                                                         | Serie A1 12 equipos                                                         | Serie A1 12 equipos                                                         | Serie A1 12 equipos                                                         | Serie A1 12 equipos                                                         | Serie A1 12 equipos                                                         | Serie A1 12 equipos                                                         | Serie A1 12 equipos                                                         | Serie A1 12 equipos                                                         | Serie A1 12 equipos                                                         |
| 2     | Serie A2 Grupo Norte 10 equipos                                             | Serie A2 Grupo Norte 10 equipos                                             | Serie A2 Grupo Norte 10 equipos                                             | Serie A2 Grupo Norte 10 equipos                                             | Serie A2 Grupo Norte 10 equipos                                             | Serie A2 Grupo Norte 10 equipos                                             | Serie A2 Grupo Sur 10 equipos                                               | Serie A2 Grupo Sur 10 equipos                                               | Serie A2 Grupo Sur 10 equipos                                               | Serie A2 Grupo Sur 10 equipos                                               | Serie A2 Grupo Sur 10 equipos                                               | Serie A2 Grupo Sur 10 equipos                                               |
| 3     | Serie B Número variable de equipos (en grupos regionales o interregionales) | Serie B Número variable de equipos (en grupos regionales o interregionales) | Serie B Número variable de equipos (en grupos regionales o interregionales) | Serie B Número variable de equipos (en grupos regionales o interregionales) | Serie B Número variable de equipos (en grupos regionales o interregionales) | Serie B Número variable de equipos (en grupos regionales o interregionales) | Serie B Número variable de equipos (en grupos regionales o interregionales) | Serie B Número variable de equipos (en grupos regionales o interregionales) | Serie B Número variable de equipos (en grupos regionales o interregionales) | Serie B Número variable de equipos (en grupos regionales o interregionales) | Serie B Número variable de equipos (en grupos regionales o interregionales) | Serie B Número variable de equipos (en grupos regionales o interregionales) |

## Historial Serie A1
Los primeros años vieron el dominio del Volturno Sporting Club de Santa Maria Capua Vetere (Campania), que ganó siete títulos seguidos desde la primera edición a 1991. Luego fue la vez del Orizzonte Catania: las sicilianas triunfaron desde 1991 a 2011, con una única interrupción en 2007, cuando se consagró campeón el Fiorentina Nuoto. Las últimas tres temporadas se caracterizaron por las victorias de tres clubes de Liguria: Pro Recco, Rapallo Pallanuoto y Mediterranea Imperia.
| - 2014 - Mediterranea Imperia - 2013 - Rapallo Pallanuoto - 2012 - Pro Recco - 2011 - Orizzonte Catania - 2010 - Orizzonte Catania - 2009 - Orizzonte Catania - 2008 - Orizzonte Catania - 2007 - Fiorentina Nuoto - 2006 - Orizzonte Catania - 2004 - Orizzonte Catania - 2003 - Orizzonte Catania - 2005 - Orizzonte Catania - 2002 - Orizzonte Catania - 2001 - Orizzonte Catania - 2000 - Orizzonte Catania | - 1999 - Orizzonte Catania - 1998 - Orizzonte Catania - 1997 - Orizzonte Catania - 1996 - Orizzonte Catania - 1995 - Orizzonte Catania - 1994 - Orizzonte Catania - 1993 - Orizzonte Catania - 1992 - Orizzonte Catania - 1991 - Volturno Sporting Club - 1990 - Volturno Sporting Club - 1989 - Volturno Sporting Club - 1988 - Volturno Sporting Club - 1987 - Volturno Sporting Club - 1986 - Volturno Sporting Club - 1985 - Volturno Sporting Club |

### Títulos por club
| Club                   | Títulos |
| ---------------------- | ------- |
| Orizzonte Catania      | 19      |
| Volturno Sporting Club | 7       |
| Fiorentina Nuoto       | 1       |
| Pro Recco              | 1       |
| Rapallo Pallanuoto     | 1       |
| Mediterranea Imperia   | 1       |